# Helsinška mestna hiša
Helsinška mestna hiša (finsko Helsingin kaupungintalo, švedsko Helsingfors stadshus) je osrednja upravna stavba Helsinkov na Finskem. Mestna hiša stoji v okrožju Kruununhaka, s pogledom na trg na naslovu Pohjoisesplanadi 11–13. Mestna hiša je sedež mestnega sveta Helsinkov.

## Zgodovina
Stavba, dokončana leta 1833, je prvotno služila kot hotel Seurahuone in je bila pomemben kulturni objekt, ki je gostil številne premiere. Hotel je zasnoval Carl Ludvig Engel, ki je zasnoval tudi glavne stavbe okoli bližnjega Senatnega trga. Mesto je stavbo kupilo leta 1901 in jo po izselitvi hotela leta 1913 prenovilo v mestno hišo.
Po arhitekturnem natečaju je mestno hišo radikalno preoblikoval arhitekt Aarno Ruusuvuori v letih 1965–70, pri čemer je zamenjal številne stare klasične notranjosti in zgradil sodobne vstavke s stekleno fasado.
- Hotel Seurahuone leta 1908, pogled z druge strani trga
- Prizidek mestne hiše, zgrajen v osemdesetih letih prejšnjega stoletja, ki ga je zasnoval Aarno Ruusuvuori
- Mestna hiša med Helsinki Pride leta 2018

## Funkcije
Mestna hiša gosti pisarne župana Helsinkov in podžupanov ter prostore za srečanja mestnega sveta in mestnega odbora. Mestni svet zaseda vsako sredo v sejni dvorani.
Mestna hiša gosti informacijsko službo Virka, ki je odprta za vse prebivalce Helsinkov. Galerija Virka gosti razstave, koncerte in filmske projekcije.